# Calopteryx exul
Calopteryx exul é uma espécie de libelinha da família Calopterygidae.
Pode ser encontrada nos seguintes países: Argélia, Marrocos e Tunísia.
Os seus habitats naturais são: rios.
Está ameaçada por perda de habitat.